# Loucetios

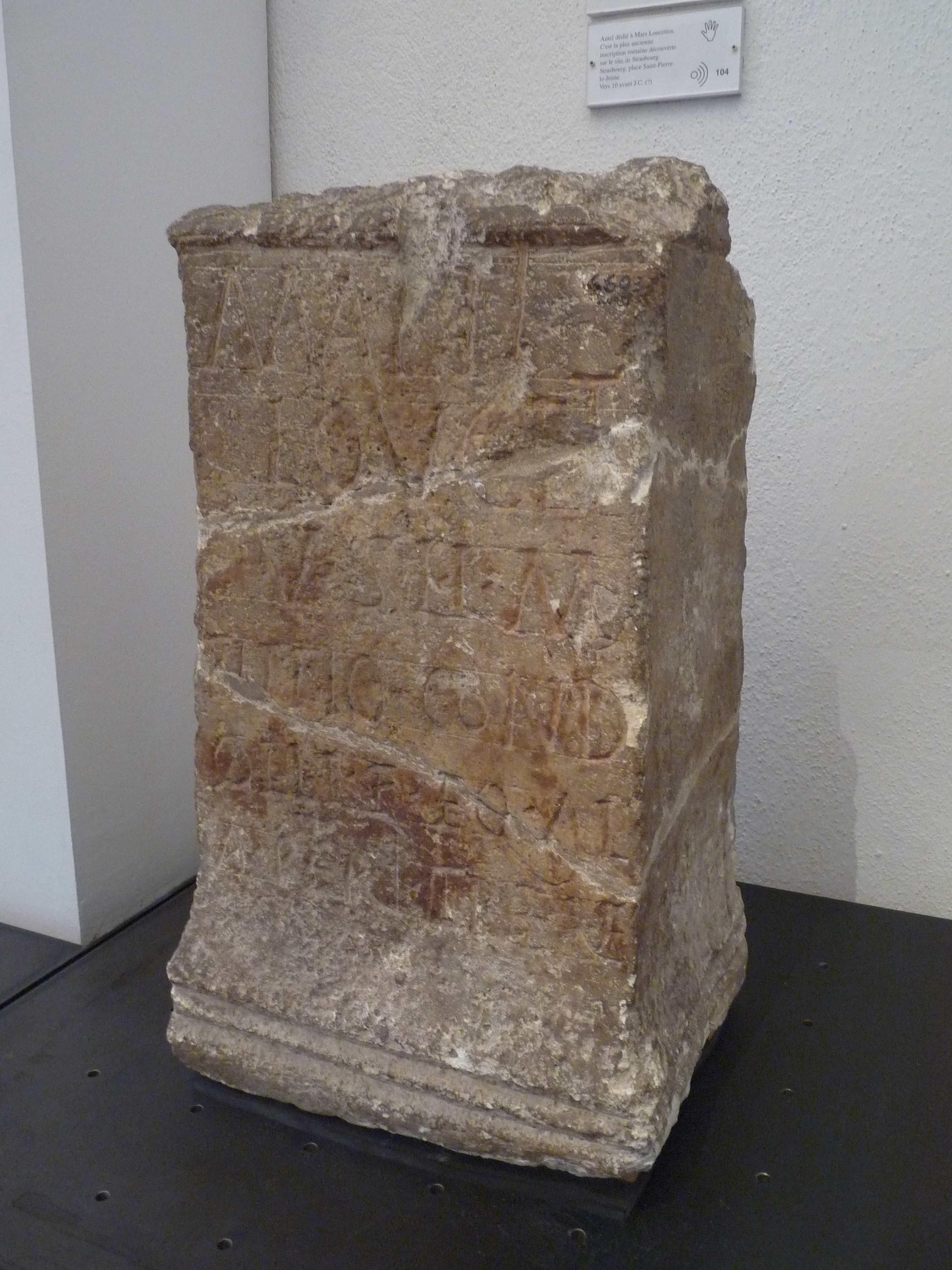
Un altar a Marte Loucetios en el Rin en el Museo Arqueológico de Estrasburgo.

En la religión galo-romana, Loucetios (latinizado como Leucetius) era un dios galo conocido en la región del Rin-Mosela, donde se le identificaba con el Marte romano. Los eruditos han interpretado que su nombre significa "relámpago". Marte Loucetius fue adorado junto a la diosa Nemetona.

## Nombre y etimología
El nombre Loucetios puede derivarse de la raíz protoindoeuropea *leuk- 'brillo'; Xavier Delamarre glosa el teónimo como “Eclair” ('relámpago'). Es presumiblemente análogo al vocablo osco Loucetius 'portador de luz', un epíteto de Júpiter. Las formas galas y britónicas probablemente derivan del protocelta *louk(k)et-, 'brillante, resplandeciente', por lo tanto también 'relámpago', en referencia a una metáfora común celta para las batallas como tormentas eléctricas (como en el antiguo irlandés torannchless, la "hazaña del trueno"), o bien el aura divina del héroe (el lúan de Cú Chulainn).
Loucetios también fue considerado como el consorte de Sulis Minerva.

## Inscripciones y santuarios
Se han recuperado alrededor de una docena de inscripciones en honor a Marte Loucetius, principalmente del este de la Galia, con una concentración particular entre los vangíones y los aresaces (dos tribus renanas). También se han encontrado inscripciones suyas en Bath y Angers; el altar de Bath especifica que fue dedicado por un ciudadano trévero.
Las inscripciones a menudo invocan a Marte Loucetius junto con Victoria o Nemetona (o ambas, en el caso de la inscripción de Eisenberg). Edith Mary Wightman considera a esta pareja "muy similar, si no idéntica, a Lenus y Ancamna", que son conocidos principalmente del territorio de los tréveros adyacente a los de los aresaces y los vangíones.
Cuatro de las inscripciones a Marte Loucetius también están dedicadas IN H(onorem) D(omūs) D(ivinae), 'en honor de la casa divina' (es decir, la familia imperial).
Wightman sugiere además que el santuario de Marte Loucetius en Klein-Winternheim, al sur de Maguncia, era “uno central para los aresaces”, los antiguos habitantes del área de Maguncia-Bingen.

## En la literatura moderna
En American Gods de Neil Gaiman, Leucotios [sic]   aparece en el capítulo tres, durante el sueño de Shadow (el personaje principal) de dioses olvidados. El Leucotios de Gaiman se describe como un "hombre con ... cabello blanco, con un collar de dientes alrededor de su cuello, sosteniendo un tambor".